# Yomiuri Shimbun
Yomiuri Shimbun (jap. 読売新聞 Yomiuri Shinbun) – japońska gazeta wydawana w Tokio, Osace, Fukuoce i kilku innych głównych miastach Japonii.
Założona w 1874 roku „Yomiuri Shimbun”, jest obecnie uznawana za gazetę o największym nakładzie na świecie, mającą połączony nakład dzienny oraz wieczorny, wynoszący ponad 13 mln egzemplarzy (stan na rok 2015). To najlepszy wynik na świecie, odnotowany oficjalnie w Księdze Rekordów Guinnessa. Gazeta jest drukowana dwa razy dziennie w odrębnych wydaniach lokalnych.
Pierwszy numer „Yomiuri Shimbun” ukazał się 2 listopada 1874 roku i miał nakład 200 sztuk. Drukowany był co drugi dzień i w założeniu miał uzupełniać zapotrzebowanie społeczne na kulturę, a w szczególności na japońską literaturę. Współzałożycielami byli Takashi Koyasu (1836–1898, przemysłowiec, właściciel drukarni Nisshū-sha), Shōkichi Shibata (1842–1901, anglista, tłumacz) oraz Morimichi Motono (1836–1909, tłumacz języka niderlandzkiego). 
Rok po inauguracji nakład wynosił już 10 tys. egzemplarzy. Od 1875 roku Yomiuri staje się gazetą codzienną. W 1877 roku nakład osiągnął 25 tys. egzemplarzy dziennie. Dzięki podejmowaniu sensacyjnych tematów w latach 1924–1937 nakład wzrósł z 58 tys. do 800 tys. egzemplarzy, co uczyniło „Yomiuri Shimbun” największą gazetą w Tokio. Do 1977 roku gazeta osiągnęła dzienny nakład ponad 7 mln egzemplarzy. Rok później ten sukces trafił do Księgi Guinnessa i do tej pory nikt nie zdołał Yomiuri pokonać. 
Spółka „Yomiuri Shimbun” w 1948 roku ufundowała Nagrodę Yomiuri, która jest przyznawana za osiągnięcia na polu tworzenia kultury narodowej.